# Charité Mumbongo
Charité Kabala Mumbongo, född 14 mars 2002 i Göteborg, är en svensk handbollsspelare som spelar för danska Viborg HK. Hon har även spelat för Sveriges landslag.

## Klubbkarriär
Mumbongo började spela handboll i Nödinge SK men spelade som ung även i Kärra HF. Sommaren 2019 gick hon till SHE-klubben Kungälvs HK. Under sin debutsäsong i högstaserien gjorde Mumbongo 25 mål på 16 matcher. Under sin andra säsong i klubben gjorde hon 70 mål på 21 matcher.
I februari 2021 värvades Mumbongo av franska Fleury Loiret HB, där hon skrev på ett treårskontrakt. Den 27 april 2022 värvades Mumbongo av danska Viborg HK, där hon skrev på ett tvåårskontrakt.

## Landslagskarriär
Mumbongo var en del av Sveriges trupp som tog silver vid U17-EM 2019 i Slovenien. Hon var även en del av Sveriges trupp vid U19-EM 2021, där Sverige slutade på fjärde plats efter en uddamålsförlust med 30–29 mot Frankrike. Mumbongo blev även utsedd till turneringens främsta försvarsspelare.
Mumbongo debuterade för Sveriges landslag den 23 april 2022 i en match mot Turkiet, där Sverige vann med 33–21 och där hon gjorde två mål.